# Discestra perdentata
Discestra perdentata är en fjärilsart som beskrevs av George Francis Hampson 1894. Discestra perdentata ingår i släktet Discestra och familjen nattflyn. Inga underarter finns listade i Catalogue of Life.